# Tour de Cine Francés
El Tour de Cine Francés es una muestra que presenta una selección del cine contemporáneo que se produce en Francia (en versión original subtitulada), la cual se distribuye alrededor de la República Mexicana en ciudades como Monterrey, Guadalajara, Puebla, Toluca, Ciudad de México, Veracruz, Jalapa, Acapulco, Querétaro, Torreón, Culiacán, León, Cancún, Villahermosa, Tuxtla Gutiérrez, San Cristóbal de las Casas, Pachuca, Cuernavaca, Colima, Zacatecas, Aguascalientes, Tampico, Guanajuato, Morelia, Ciudad Juárez, Tijuana, así como en algunos puntos de Centroamérica, previo a su estreno comercial en salas.
Surge como iniciativa de Nueva Era Films, la Embajada de Francia en México y la Federación de Alianzas Francesas. Esta muestra tiene el propósito de promover el cine francés, y crear un nuevo público cinematográfico, ávido de la cultura y el lenguaje galo.
Cada película se presenta durante dos semanas en cada una de las ciudades que forman parte del circuito de exhibición. 

## El festival en México
Desde su inicio en 1997, el Tour de Cine Francés ha presentado lo mejor del cine galo en México; la selección de siete filmes franceses ha promovido una forma distinta de acercarse al séptimo arte, con directores, actores, productores y guionistas de todos los estilos, quienes a través de géneros como drama, comedia, suspenso, comedia romántica y documental, muestran su visión de la vida, del mundo, del ser humano y su complejidad.
Con más de 120 filmes en su historia, el Tour de Cine Francés se ha convertido en una tradición anual dentro de la agenda cinematográfica de México, siendo el festival de cine itinerante más grande y con mayor proyección en este país. 

## Premio "La palmita"
Desde 2005, el Tour de Cine Francés otorga el premio “La Palmita” como reconocimiento al mejor cortometraje mexicano que se presenta previo a la proyección de cada una de las cintas francesas de ese año . El jurado del premio está constituido por directores, críticos, distribuidores y actores. La Palmita se ha convertido en un importante impulso a nivel nacional que permite al proyecto ganador darse a conocer internacionalmente con el apoyo necesario que la industria le puede ofrecer.
El ganador del premio es acreedor a un viaje a Francia para que el director asista como invitado al Festival Internacional de Cortometraje de Clermont-Ferrand. 
| Cortos mexicanos ganadores del premio "La palmita" |                   |                                                     |                          |          | |
| Año de premiación                                  | Año de producción | Nombre                                              | Director                 | Duración | Sinopsis |
| 2015                                               | 2014              | Muchacho en la barra se masturba con rabia y osadía | Julián Hernández         | 20 min.  | Danza y prostitución en el cuerpo de Jonathan juegan el mismo papel, virtuosismo, deseo, técnica y sexo se entremezclan para dar coherencia a una forma vital que es muchas respuestas a pocas preguntas. Hilo conductor que une opuestos y contradicciones. Respuestas, dolorosas a veces, como todas las verdades. |
| 2014                                               | 2014              | Ramona                                              | Giovanna Zacarías        | 10 min.  | Ramona, una campesina de 80 años, anuncia que va a morir. Su hijo Carmelo le pide tiempo para juntar el dinero del ataúd. Se divulga la noticia por el pueblo. Muchos llegan a despedirse de ella y de paso le dan recados para sus muertos. Por fin, el hijo compra la caja, pero Ramona está muy ocupada tomando los recados que se llevará con ella. Ya no tiene prisa por irse. El tiempo pasa. Todos esperan ansiosos su muerte, pero tendrán que esperar porque, como ella dice, Ultimadamente ya no me da la gana morirme. |
| 2013                                               | 2013              | Un día en familia                                   | Pedro González           | 7 min.   | Es un domingo familiar cualquiera en el Bosque de Chapultepec. A “El Negro”, ni el paseo en lancha, ni la visita al zoológico parecen alegrarlo. Su apatía cambia con una pregunta que nos lleva a descubrir que el parque es un lugar donde la felicidad existe, aunque tiene su precio. |
| 2012                                               | 2012              | La tiricia o cómo curar la tristeza.                | Ángeles Cruz             | 10 min.  | La tiricia es la enfermedad del alma cuando el corazón se entristece. Una historia de tres generaciones, que andan tiricientas: Ita, Justa y Alicia (Abuela, madre e hija), que en diferentes tiempos han padecido, tolerado y permitido el abuso, arrastrando con ello la enfermedad. Alicia decide romper con ese círculo y no heredarlo a una generación más. |
| 2011                                               | 2010              | Mutatio                                             | León Fernández           | 8 min.   | Un extraño humanoide despierta de su sueño sobre un islote rocoso, en medio del mar. A lo lejos, divisa una barcaza que se aleja con dos tripulantes. En vano intenta hacerlos regresar por él y se encuentra a sí mismo en soledad absoluta, sin alimento ni refugio. Sólo él deberá ahora descifrar el enigma que sostiene su existencia; el mismo pilar que da vida a su especie y que le permitirá escapar de su prisión. |
| 2010                                               | 2010              | Firmes                                              | Yordi Capó               | 10 min.  | Un soldado raso trata de mantenerse firmes durante una larga ceremonia oficial a pesar de los pequeños obstáculos que enfrenta, como el sol, el sudor, el cansancio y un mosquito insistente. Mientras escucha el discurso oficial, el soldado percibe la distancia que hay entre los muchos que sirven y los pocos que mandan. |
| 2009                                               | 2009              | Jaulas                                              | Juan José Medina Dávalos | 10 min.  | Un entorno hostil es una condena difícil de superar para dos seres inadaptados, un ciclo de abuso y explotación en medio de la desolación. |
| 2008                                               | 2008              | Carretera del Norte                                 | Rubén Rojo Aura          | 10 min.  | En una carretera desértica del norte de México, una familia sobrevive a la pobreza extrema vendiendo animales a los automovilistas que van de paso. |
| 2007                                               | 2007              | Señas Particulares                                  | Kenya Márquez            | 11 min.  | Tras una discusión entre Ramona y su hijo, este se va de la casa y no regresa. Ramona se siente culpable y espera lo peor, por lo que empieza la interminable búsqueda de su hijo. |
| 2006                                               | 2006              | La leche                                            | Celso García             | 10 min.  | Una mujer intenta recuperar a su única compañera en la vida: una vaca. |
| 2005                                               | 2005              | Verde                                               | Matías Meyer             | 18 min.  | La amistad entre Juan y Matita, dos niños que son de diferentes clases sociales, se hace cada vez más fuerte, pero sus respectivas familias se oponen a que esta inocente amistad siga. |